# Мозган, Павел Дмитриевич
Мозган Павел Дмитриевич (Мазгана, Мазган) (1802 — 8 ноября 1843) — декабрист.

## Биография
Происходил из дворян «греческой нации Таврической губ. г. Феодосии». Отец — коллежский советник (ум. в 1826).
Воспитывался в Феодосийском уездном училище, откуда выпущен в 1817 году и до вступления в службу находился при родителях. В службу вступил 17 сентября 1818 года прапорщиком в Пензенский пехотный полк; портупей-прапорщик — с 12 сентября 1821 года, прапорщик — с 17 июля 1823 года, подпоручик — с 4 июня 1825 года.
Член Общества соединённых славян с апреля 1825 года.
Приказ об аресте от 5 февраля 1826 года; доставлен из Житомира в Петербург на главную гауптвахту 18 февраля и 19 февраля помещён в Петропавловскую крепость. Признан виновным в том, что был на совещаниях у Андреевича, соглашался на введение представительного правления, чтобы искоренить императорскую семью. После восстания Черниговского полка уговаривал рядовых солдат не действовать против восставших. Осуждён по IV разряду и по конфирмации 10 июля 1826 года был приговорён к каторжным работам на 12 лет; 22 сентября 1826 года срок сокращён до 8 лет. Отправлен из Петропавловской крепости в Сибирь 24 января 1827 года. Наказание отбывал в Читинском остроге и Петровском заводе (с сентября 1830). После отбытия срока в 1832 году был обращён на поселение в с. Балахтинское Ачинского округа Енисейской губернии, куда выехал в начале 1833 года.
В 1838 году отправлен рядовым в войска Отдельного кавказского корпуса; 12.10.1838 г. был зачислен в Тифлисский егерский полк. Убит при взятии горцами форта Гергебиль.